# Mamurogawa
Mamurogawa (jap. 真室川町 Mamurogawa-machi) – miasto w Japonii, na wyspie Honsiu, w prefekturze Yamagata. Według danych na rok 2020 miejscowość zamieszkiwało 7 203 mieszkańców , a gęstość zaludnienia wyniosła 19,2 os./km².